# Liste der Flüsse in Bosnien und Herzegowina

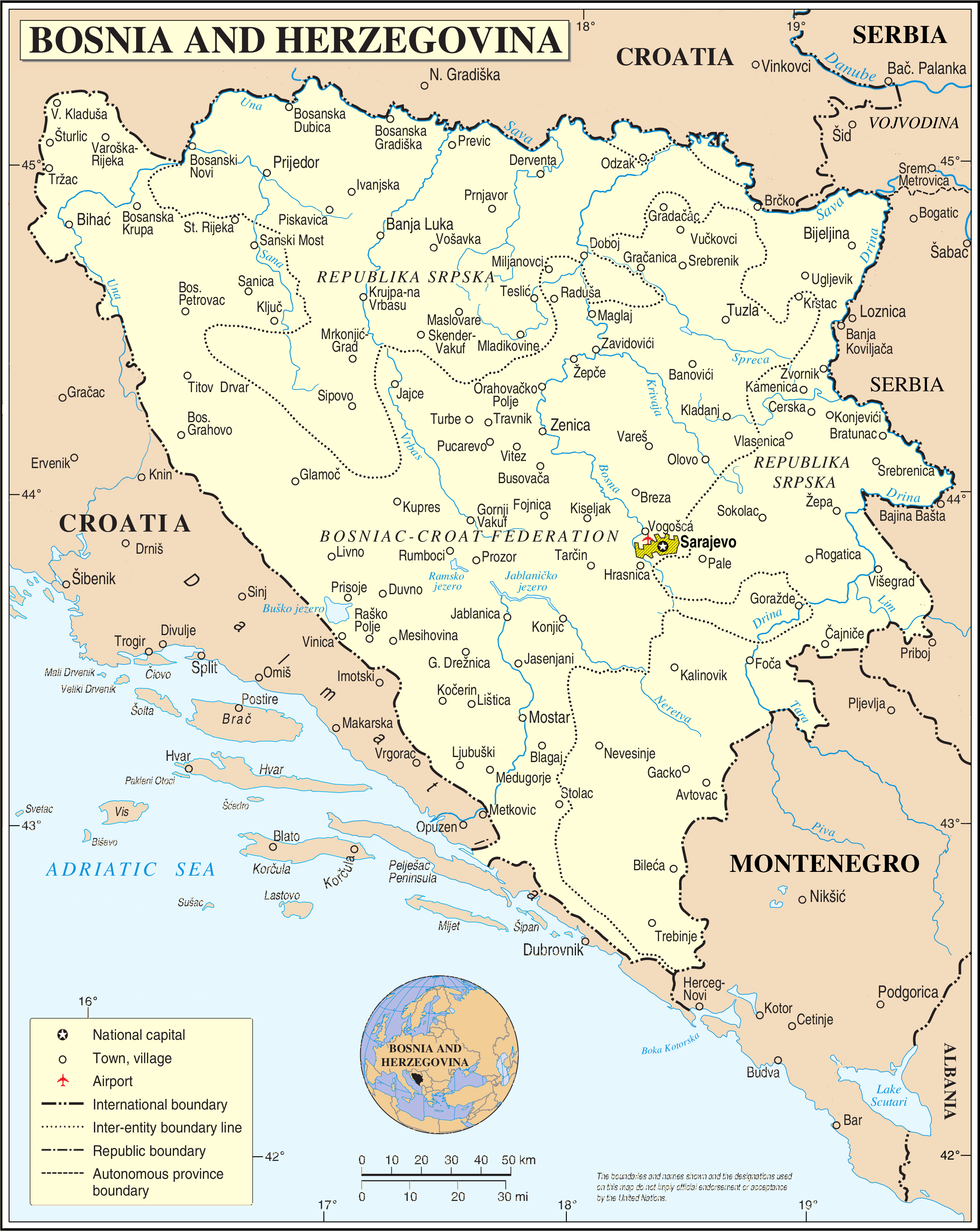
Größere Flüsse in Bosnien und Herzegowina

Die Liste der Flüsse in Bosnien und Herzegowina enthält eine Auswahl der Fließgewässer in Bosnien und Herzegowina – geordnet nach Einzugsgebiet und Alphabet.

## Entwässern ins Schwarze Meer
- Glina (rechter Nebenfluss der Kupa, welche in die Save mündet)
  - Glinica (rechter Nebenfluss)
    - Bojna
    - Bužimica

  - Kladušnica (von rechts bei Velika Kladuša)
- Korana (rechter Nebenfluss der Kupa)
  - Mutnica (von rechts)
- Save (rechter Nebenfluss der Donau, mündet in Belgrad)
  - Bosna (von rechts bei Bosanski Šamac)
    - Babina rijeka (von rechts bei Zenica)
    - Fojnička rijeka (von links bei Visoko)
      - Lepenica (von rechts bei Kiseljak)
        - Bijela rijeka (von rechts)
        - Crna rijeka (von rechts)
        - Kreševka (von links)

      - Željeznica (von rechts bei Fojnica)
        - Dragača (von links)

    - Goruša (von rechts bei Visoko)
    - Krivaja (von rechts in Zavidovići)
      - Bioštica (von rechts)
      - Duboštica (von links)
      - Kaljina (von rechts)

    - Lašva (von links bei Zenica)
      - Bila (von links)
      - Grlovnica (von rechts)
      - Komašnica (von rechts bei Travnik)
      - Kruščica (von rechts)

    - Ljubina (von rechts bei Semizovac)
    - Miljacka (von rechts bei Sarajevo)
      - Mokranjska Miljacka
      - Paljanska Miljacka
        - Bistrica (Miljacka) (von links)

    - Misoča (von rechts bei Ilijaš)
      - Blaža

    - Ribnica (von rechts bei Kakanj)
      - Mala rijeka (Ribnica) (von links)

    - Spreča (von rechts bei Doboj)
      - Gostilja (von links bei Živinice)
        - Oskova (von links bei Živinice)

      - Turija (Bosnien) (von links bei Lukavac)

    - Stavnja (von rechts bei Ilijaš)
      - Mala rijeka (Stavnja) (von links)

    - Trstionica (von rechts bei Kakanj)
      - Bukovica (Trstionica) (von links bei Kraljeva Sutjeska)

    - Usora (von links bei Doboj)
      - Mala Usora
      - Velika Usora

    - Željeznica (von rechts bei Ilidža)
      - Kasindolska (von rechts)

  - Brka (von rechts in Brčko)
  - Dašnica (von rechts bei Bijeljina)
  - Drina (von rechts bei Bijeljina)
    - Bistrica (von links bei Foča)
      - Govza (von rechts bei Miljevina)

    - Ćeotina (von rechts in Foča)
    - Drinjača (von links bei Zvornik)
      - Jadar (von rechts)
        - Kravica (von rechts)
        - Zeleni Jadar (von rechts)

    - Janja (von links bei Janja)
    - Janjina (von rechts bei Ustiprača)
    - Lim (von rechts bei Višegrad)
    - Prača (von links in Ustiprača)
      - Rakitnica (von links bei Rogatica)

    - Rzav (von rechts in Višegrad)
      - Beli Rzav (rechter Quellfluss)
      - Crni Rzav (linker Quellfluss)

    - Sutjeska (von links südlich von Foča)
      - Hrčavka (von links)

    - Tara (linker Quellfluss)
    - Žepa (von links hinter Višegrad)

  - Jurkovica (von rechts in Gradiška)
  - Lukavac (von rechts)
  - Ukrina (von rechts Bosanski Brod)
    - Ilova (von rechts)
    - Mala Ukrina (rechter Quellfluss)
    - Velika Ukrina (linker Quellfluss)

  - Una (von rechts bei Jasenovac)
    - Čava (von rechts)
    - Krušnica (von rechts in Bosanska Krupa)
    - Mlječanica (von rechts)
      - Knežica (von links)

    - Sana (von rechts in Novi Grad)
      - Blija (von links in Sanski Most)
      - Dabar (von links bei Sanski Most)
      - Gomjenica (von rechts bei Prijedor)
        - Bistrica (Gomjenica) (von rechts)
        - Krivaja (Gomjenica) (von rechts)

      - Japra (von links)
        - Japrica (von links)

      - Kozica (von rechts)
      - Sanica (von links bei Vrhpolje)

    - Strigova (von rechts bei Kostajnica)
      - Kriva rijeka (von rechts)
      - Mekinja (von links)

    - Unac (von rechts in Martin Brod)

  - Vrbaška (von rechts bei Gradiška)
    - Jablanica (von links)
      - Bukovica (Jablanica) (von rechts)
      - Ljubina (Jablanica) (von rechts)

    - Crna rijeka (Vrbaška) (von links)

  - Vrbas (von rechts)
    - Bistrica (Vrbas) (von rechts bei Gornji Vakuf)
      - Mutnica (Bistrica) (von rechts)

    - Crna rijeka (Vrbas) (von links bei Mrkonjić Grad)
    - Desna (von links im Quellgebiet)
    - Dragočaj (von links bei Banja Luka)
    - Pliva (von links in Jajce)
      - Janj (von rechts bei Šipovo)

    - Ugar (von rechts)
    - Vrbanja (von rechts in Banja Luka)

## Entwässern in die Adria
- Neretva
  - Bregava (von links bei Čapljina)
  - Buna (von links bei Blagaj)
  - Doljanka (von rechts in Jablanica)
  - Drežanka (von rechts)
  - Neretvica (von rechts bei Konjic)
  - Rakitnica (von rechts)
  - Rama (von rechts bei Jablanica)
  - Trebižat (von rechts bei Čapljina)

## Entwässern in Seen
- Mande (in den Buško jezero)

## Versickernde Flüsse
- Bijela (an der Westseite des Prenj-Massivs)
- Plovuča (im Livanjsko polje)
  - Bistrica (im Livanjsko polje)
  - Žabljak (im Livanjsko polje)
- Jaruga (im Glamočko polje)
- Lištica (im ehemaligen Sumpfgebiet Mostarsko Blato, westlich von Mostar)
- Milač (im Kupreško polje)
- Mrtvica (im Kupreško polje)
- Trebišnjica (bei Hutovo)